# Yūichi Yokoyama
Pour les articles homonymes, voir Yokoyama.
Yūichi Yokoyama (横山 裕一, Yokoyama Yūichi) est un plasticien et mangaka japonais né le 3 avril 1967, à Miyazaki.

## Biographie
Diplômé du département de peinture de la Musashino Art University, Yûichi Yokoyama s'est d'abord consacré à la peinture avant d'étendre son travail à la bande dessinée.
Il participe à de nombreuses expositions au Japon et à l'international. En France, son travail a pu être vu en 2012 lors de l'exposition Planète manga au Centre Pompidou et durant le salon du dessin contemporain Drawing Now 2013. En 2014, l'exposition Yuichi Yokoyama : wandering through maps, un voyage à travers les cartes lui est consacrée au Pavillon Blanc de Colomiers.
Parallèlement à son travail d'auteur, il réalise des travaux éclectiques : décoration de Toyota Prius à la Aichi Triennale 2013, création de costumes pour la compagnie de théâtre italienne Dewey Dell en 2013, ou encore création d'une vitrine pour Hermès à Shinjuku en 2014,.
Yûichi Yokoyama vit à Sayama, capitale de la préfecture du même nom.
En 2024, il expose au Centre national d'art et de culture Georges-Pompidou.

## Publications
- Travaux publics, Montreuil (Seine-Saint-Denis), éditions Matière, 2004, 96 p. (ISBN 978-2-916383-06-4)
- Combats, éditions Matière, 2004, 128 p.  (EAN 9782916383743)
- Voyage, éditions Matière, 2005, 200 p. (ISBN 978-2-9520842-4-6)
- Jardin (trad. du japonais), Montreuil, éditions Matière, 2009, 328 p. (ISBN 978-2-916383-03-3)
- Nouveaux corps (trad. du japonais), Montreuil, éditions Matière, 2010, 128 p. (ISBN 978-2-916383-10-1)
- Explorations, éditions Matière, 2011, 128 p.  (EAN 9782916383132)
- Baby boom (trad. du japonais), Montreuil, éditions Matière, 2012, 184 p. (ISBN 978-2-916383-42-2)